# Kanton Annecy-1
Der Kanton Annecy-1 ist ein französischer Wahlkreis für die Wahl des Départementrats im Département Haute-Savoie in der Region Auvergne-Rhône-Alpes. Er umfasst einen Teilbereich der Stadt Annecy und weitere Gemeinden im Arrondissement Annecy. Durch die landesweite Neuordnung der französischen Kantone wurde er 2015 neu geschaffen mit dem Bureau centralisateur in Annecy.

## Gemeinden
Der Kanton besteht aus neun Gemeinden und Gemeindeteilen mit insgesamt 51.125 Einwohnern (Stand: 2022) auf einer Gesamtfläche von 84,96 km²:
| Gemeinde             | Einwohner 1. Januar 2022 | Fläche km² | Dichte Einw./km² | Code INSEE | Postleitzahl                      |
| -------------------- | ------------------------ | ---------- | ---------------- | ---------- | --------------------------------- |
| Annecy               | 25.841                   | 5,67       | 4.557            | 74010      | 74000, 74370, 74600, 74940, 74960 |
| Choisy               | 1.704                    | 16,57      | 103              | 74076      | 74330                             |
| La Balme-de-Sillingy | 5.215                    | 16,51      | 316              | 74026      | 74330                             |
| Lovagny              | 1.297                    | 5,55       | 234              | 74152      | 74330                             |
| Mésigny              | 802                      | 6,73       | 119              | 74179      | 74330                             |
| Nonglard             | 735                      | 4,12       | 178              | 74202      | 74330                             |
| Poisy                | 9.032                    | 11,33      | 797              | 74213      | 74330                             |
| Sallenôves           | 847                      | 3,64       | 233              | 74257      | 74270                             |
| Sillingy             | 5.652                    | 14,84      | 381              | 74272      | 74330                             |
| Kanton Annecy-1      | 51.125                   | 84,96      | 602              | 7401       | –                                 |

1. ↑   Nur der westliche Teil der Gemeinde, der Rest verteilt sich auf die Kantone Annecy-2, Annecy-3 und Annecy-4.

## Veränderungen im Gemeindebestand seit der landesweiten Neuordnung der Kantone
2017: Fusion Annecy, Annecy-le-Vieux (Kanton Annecy-le-Vieux), Cran-Gevrier (Kanton Seynod), Meythet, Pringy (Kanton Annecy-le-Vieux) und Seynod (Kanton Seynod) → Annecy

## Politik
| Vertreter im Departementrat | Vertreter im Departementrat          | Vertreter im Departementrat |
| Amtszeit                    | Namen                                | Partei                      |
| --------------------------- | ------------------------------------ | --------------------------- |
| 2015–2021                   | François Daviet Valérie Gonzo-Massol | LR UDI                      |
| 2021–                       | François Daviet Valérie Gonzo-Massol | LR UDI                      |